# Carlton Cole
Carlton Michael Cole Okirie (Croydon, 12 oktober 1983) is een voormalig Engels profvoetballer die bij voorkeur als aanvaller speelde.
Coles profloopbaan begon in 2001 bij Chelsea. Hij speelde zijn eerste competitiewedstrijd voor de club in april 2002. Drie weken later, in een wedstrijd tegen Middlesbrough, stond hij voor het eerst in de basis en scoorde hij een doelpunt. Het seizoen erna brak hij zijn been, waardoor hij enkele weken geblesseerd toe moest kijken. Eenmaal hersteld werd hij voor enkele maanden verhuurd aan Wolverhampton Wanderers. De seizoenen erna werd hij verhuurd aan Charlton Athletic en Aston Villa.
Cole vertrok in juli 2006 naar West Ham United. Hiervoor speelde hij in de volgende zeven jaar meer dan 200 competitiewedstrijden. Cole degradeerde in het seizoen 2010/11 met de club uit de Premier League, om een jaar later via de play-offs van de Championship terug te keren op het hoogste niveau. Nadat hij in 2013 zes maanden zonder club zat, tekende hij opnieuw bij West Ham, nu tot medio 2015.
Cole tekende op 22 oktober 2015 een contract tot medio 2017 bij Celtic. Daarmee werd hij in het seizoen 2015/16 kampioen in de Scottish Premiership. Zijn eigen inbreng hierin bleef beperkt tot vier competitiewedstrijden. Na één seizoen ontbonden Celtic en Cole zijn contract.
In 2016 speelde hij kort in de Verenigde Staten voor Sacramento Republic in de USL. In 2017 kwam hij uit voor het Indonesische Persib Bandung in de Liga 1. Op 29 maart 2018 maakte Cole bekend te zijn gestopt als profvoetballer, wel ging hij verder in de voetballerij als jeugdtrainer bij West Ham United.

## Nationaal elftal
Fabio Capello riep Cole in 2009 voor het eerst op voor het Engels voetbalelftal. Hij maakte zijn debuut als international, in een oefeninterland tegen Spanje.

## Erelijst
| Competitie                    |         |         |         |         |
| Competitie                    | Aantal  | Jaren   |         |         |
| Chelsea                       | Chelsea | Chelsea | Chelsea | Chelsea |
| ----------------------------- | ------- | ------- | ------- | ------- |
| Kampioen Premier League       | 1x      | 2005/06 |         |         |
| Celtic                        |         |         |         |         |
| Kampioen Scottish Premiership | 1x      | 2015/16 |         |         |